# Superman (1978)
Superman is een Amerikaanse superheldenfilm uit 1978. Het was de eerste grote film die ging over het personage Superman. De film werd gedistribueerd door Warner Bros. en geregisseerd door Richard Donner. De rol van Superman werd gespeeld door Christopher Reeve.
Deze film werd tegelijk opgenomen met Superman II, het vervolg. Dit deel kwam in 1980 uit in de bioscopen. Vervolgens verschenen nog twee delen in 1983 en 1987, maar een vijfde deel werd geannuleerd. In 2006 kwam Superman Returns in de bioscopen, met Brandon Routh als nieuwe Superman.
Superman was zeer succesvol. De film had een gigantisch budget, maar bracht, met een opbrengst van 300 miljoen dollar, ruim vijf keer meer op dan wat hij had gekost. De beeldeffecten zorgden ervoor dat Superman een Academy Award for Best Visual Effects ontving.

## Verhaal
De film begint op de planeet Krypton. Hier wordt baby Kal-El met een ruimteschip naar de aarde verstuurd door Jor-El, zijn vader, seconden voordat de planeet explodeert. Hij geeft zijn zoon ook een groen kristal mee. Het schip doet er drie jaar over om de aarde te bereiken. Eenmaal op aarde wordt de jonge Kal-El gevonden door Jonathan & Martha Kent, een echtpaar uit het plattelandsdorpje Smallville. Ze adopteren hem als hun zoon en noemen hem Clark Kent.
In de jaren erna blijkt dat Clark over bovenmenselijke gaven beschikt. Zo is hij abnormaal sterk en kan veel sneller rennen dan een normaal mens. Hij houdt deze krachten verborgen voor anderen. Nadat Jonathan sterft aan een hartaanval vindt Clark in de schuur van zijn ouderlijk huis het groene kristal. Het kristal maakt een geluid dat alleen hij kan horen, en hij beseft dat het tijd is zijn lotsbestemming te ontdekken. Het kristal leidt Clark naar de noordpool, waar het uit het noordpoolijs een groot fort doet ontstaan. In dit fort krijgt Clark van een hologramversie van Jor-El te horen waarom hij naar de aarde is gestuurd.
12 jaar lang traint Clark in dit fort om zijn krachten optimaal te leren beheersen. Dan komt hij tevoorschijn gekleed in een rood/blauw kostuum met het symbool van zijn Kryptonfamilie op zijn borst. De nu volwassen Clark gaat naar de stad Metropolis, waar hij werk vindt als journalist bij de “Daily Planet”. Daar werkt hij samen met journaliste Lois Lane, met wie hij een romantische relatie onderhoudt. Hij begint zijn krachten te gebruiken om de mensheid te helpen maar zorgt ervoor onbekend te blijven. Zo redt hij Lois Lane van een neerstortende helikopter en verricht talloze andere heldendaden. Lois, die aan de ene kant de romantische toenadering van Clark Kent fel afwijst, is aan de andere kant wel zwaar onder de indruk van diens alter-ego, de knappe held. Ze schrijft meteen een artikel over hem waarin ze hem een passende naam geeft: Superman.
Iemand die bepaald niet blij is met Supermans komst is de miljardair Lex Luthor, in het geheim een booswicht. Hij is bezig met een groot plan om zich meester te maken van de hele Amerikaans westkust. Hij heeft een groot stuk goedkoop land gekocht in het westen van de Verenigde Staten. Nu wil hij een aardbeving veroorzaken die de hele huidige westkust in zee zal doen verdwijnen, waardoor Lex’s land automatisch de nieuwe westkust wordt en daarmee enorm in waarde zal stijgen. Om de aardbeving te maken herprogrammeert hij een raket van het Amerikaanse leger zodat deze de San Andreasbreuk zal raken.
Na enig onderzoek ontdekt Luthor Supermans enige zwakheid: kryptoniet. Hij lokt Superman naar zijn schuilplaats en schakelt hem uit met het kryptoniet. Daarna gaat hij verder met zijn plan. Luthors assistente, Eve Teschmacher, vreest echter dat haar moeder ook zal omkomen bij Luthors aardbevingsplan. Ze bevrijdt Superman van het kryptoniet zodat hij Luthor kan stoppen. Superman slaagt erin de aardbeving te stoppen, maar kan niet verhinderen dat Lois Lane om het leven komt door vallende stenen. Om haar toch te redden vliegt Superman rond de aarde met zo’n grote snelheid dat hij terugreist in de tijd. Zo kan hij de steenlawine op tijd stoppen. Aan het eind van de film levert Superman Luthor en zijn hulpje af in de gevangenis.

## Rolverdeling
| Acteur            | Personage             |
| ----------------- | --------------------- |
| Marlon Brando     | Jor-El                |
| Gene Hackman      | Lex Luthor            |
| Christopher Reeve | Clark Kent / Superman |
| Margot Kidder     | Lois Lane             |
| Ned Beatty        | Otis                  |
| Jackie Cooper     | Perry White           |
| Marc McClure      | Jimmy Olsen           |
| Glenn Ford        | Jonathan Kent         |
| Phyllis Thaxter   | Martha Kent           |
| Valerie Perrine   | Eve Teschmacher       |
| Maria Schell      | Vond-Ah               |
| Susannah York     | Lara Lor-Van          |
| Terence Stamp     | Generaal Zod          |
| Sarah Douglas     | Ursa                  |
| Jack O'Halloran   | Non                   |
| Jeff East         | De jonge Clark Kent   |
| Diane Sherry      | Lana Lang             |

## Achtergrond

### Ontwikkeling
Ilya Salkind kwam voor het eerst in 1973 met het idee een film te maken over Superman. In 1974, na lang onderhandelen met DC Comics, wisten hij, zijn vader Alexander Salkind, en hun partner Pierre Spengler de filmrechten op het personage te bemachtigen. DC gaf tevens zijn goedkeuring aan de keuzes voor Muhammad Ali, Al Pacino, James Caan, Steve McQueen, Clint Eastwood en Dustin Hoffman als mogelijke acteurs voor de film.
Ilya wilde Steven Spielberg als regisseur, maar Alexander was hier sceptisch over. Toen Spielbergs film Jaws een groot succes bleek kreeg hij alsnog de regie over Superman aangeboden, maar Spielberg moest dit afslaan omdat hij al had getekend als regisseur voor Close Encounters of the Third Kind. Onder andere Guy Hamilton en Mark Robson waren nog tijdelijk als potentiële regisseur betrokken bij het project, voordat definitieve keuze viel op Richard Donner. Hij werd in januari 1977 voor een bedrag van 1 miljoen dollar ingehuurd als regisseur voor zowel Superman als Superman II.
Ilya en Alexander waren vanaf het begin al van plan om twee films te maken die nauw op elkaar aan moesten sluiten. In juli 1975 leverde Mario Puzo het eerste scenario af voor beide films. Zijn verhaal werd echter te lang bevonden, dus werden Robert Benton en David Newman ingehuurd om het scenario te herschrijven. Zij voltooiden hun werk in juli 1976. Toen Donner bij het project kwam, wilde hij echter weer van voren af aan beginnen. Hij huurde Tom Mankiewicz in om het scenario te schrijven.
De keuze voor de rol van Superman bleek lastig, daar de producers geen bekende acteur wisten te strikken voor de rol. Meer dan 200 beginnende of onbekende acteurs deden auditie voor de rol. Christopher Reeve werd aanvankelijk gezien als te jong en te mager om een overtuigende superman te kunnen spelen, maar kreeg de rol nadat hij de producers en regisseur liet zien dat hij talent had. Hij moest voor de rol echter wel krachttraining doen en een speciaal pak dragen dat hem een gespierder uiterlijk gaf.

### Opnames
Het filmen van Superman begon op 24 maart 1977 en werden in oktober 1978 afgerond. De scènes van Krypton werden opgenomen in de Pinewood en Shepperton Studios. New York werd gebruikt voor opnames op locatie. De opnames hier duurden 5 weken.
Tijdens de opnames liepen de gemoederen regelmatig hoog op tussen Donner en de producers. Tevens dreigde “superman II” eerder klaar te zijn dan de originele film, waardoor de productie van die film stil moest worden gelegd en de crew zich geheel op de eerste film kon focussen. Dit bracht wel een risico met zich mee; als Superman een flop zou worden, zou Superman II nooit worden voltooid. Daarom werd besloten om de eerste film een gesloten einde te geven, in plaats van de geplande cliffhanger die de aansluiting op Superman II moest vormen.

### Effecten
Superman werd gemaakt nog voordat computeranimatie haar intrede deed in de filmwereld. Derhalve staat de film bekend om de vele nieuwe technieken die erin werden toegepast voor de actiescènes. Voor de vliegscènes van Superman werden verschillende technieken uitgeprobeerd, waaronder een pop die afgeschoten werd uit een kanon en zeer gedetailleerde tekeningen. Uiteindelijk werd een techniek gekozen waarbij de stand van de camera de illusie wekte dat Superman vloog.

### Muziek
Jerry Goldsmith, die eerder de muziek had gecomponeerd voor Donner's The Omen, werd als eerste benaderd om Superman van muziek te voorzien. Enkele stukken van zijn muziek zijn te horen in de trailer van de film. Goldsmith voltooide zijn werk echter niet vanwege conflicten met de producers, en John Williams nam zijn werk over.
De film had een gezongen nummer moeten bevatten: "Can You Read My Mind". Donner vond de tekst echter niks en liet het lied omzetten naar een instrumentaal nummer.

### Uitgave en ontvangst
De première van de film stond gepland voor juni 1978, maar dit werd door problemen tijdens de productie zes maanden uitgesteld.
De film bracht wereldwijd $300.22 miljoen op, waarmee het destijds de op 5 na meest succesvolle film ooit was. Reacties  van critici  waren lovend. Op Rotten Tomatoes scoort de film 94% aan goede beoordelingen. Roger Ebert prees de film en vooral de keuze van Reeve als hoofdrolspeler.

### Wetenswaardigheden
- Het was het idee van Marlon Brando dat Jor-El het "S"-symbool zou dragen op de scènes op Krypton.
- Marlon Brando leerde zijn tekst voor de film nooit. Hij las het op vanaf borden die stonden op de set.
- Superman I was de eerste film met een surround soundtrack.
- DC Comics hield de The Great Superman Movie Contest voor het opnemen van de film. Twee tieners, Edward Finneran en Tim Hussey wonnen deze contest. In ruil daarvoor kregen zij een rolletje in de film. Ze zijn te zien in de scène wanneer Clark te zien is als manager van het footballteam van de school.
- Kirk Alyn en Noel Neill, de acteurs van Superman en Lois Lane in een serie korte films uit 1948, hebben cameo's.
- In 2000 werd de film speciaal voor een nieuwe dvd-versie volledig gerestaureerd.

## Prijzen en nominaties
Superman is heeft de volgende prijzen en nominaties gekregen:
1978:
- Een “Best Cinematography Award”.

1979:
- 4 Academy Awards:
  - Beste filmmontage
  - Beste muziek
  - Beste geluid
  - ”Special Achievement Award” - gewonnen
- 9 Saturn Awards:
  - Beste actrice (Margot Kidder) - gewonnen
  - Beste muziek (gewonnen)
  - Beste productieontwerp. - gewonnen
  - Beste Sciencefictionfilm - gewonnen
  - Beste Speciale Effecten - gewonnen
  - Beste Acteur (Christopher Reeves)
  - Beste kostuums
  - Beste regisseur
  - Beste vrouwelijke bijrol (Valerie Perrine)
- Een Eddie Award voor “Best Edited Feature Film”
- 5 BFTA Awards:
  - Beste nieuwkomer (Christopher Reeves) - gewonnen
  - Beste cinematografie
  - Beste productieontwerp
  - Beste geluid
  - Beste mannelijke bijrol (Gene Hackman)
- Een Golden Globe voor “Best Original Score - Motion Picture”.
- Een Golden Screen - gewonnen
- Een Hugo Award voor “Best Dramatic Presentation” - gewonnen
- Een WGA Award voor “Best Comedy Adapted from Another Medium”.

1980:
- Een Grammy Award voor “Best Album of Original Score Written for a Motion Picture or Television Special” - gewonnen

2001:
- Een Video Premiere Award voor “Best Overall New Extra Features, Library Title”.

2002:
- Een Saturn Award voor “Best DVD Classic Film Release”.